# Штирлиц (программа)
«Шти́рлиц» — бесплатная утилита с закрытым исходным кодом, которая способна расшифровывать практически любые тексты, написанные в различных кодировках, транслитерации, а также отобразить двоичные данные, зашифрованные в текстовой форме или тексты, которые подверглись смешанному перекодированию.

## Возможности
Программа позволяет приводить к читаемому виду тексты на русском языке в различных кодировках (CP866, ISO 8859-5, KOI8-R, MacCyrillic, Windows-1251 и пр.) и форматах (HTML, RTF, Quoted-printable, UTF-7, UTF-8), поддерживает перевод текстов из одной кодировки в другую, перевод транслитерированных текстов, расшифровывает тексты и файлы, закодированные с помощью uuencode, xxencode, base64, binhex, BtoA. Программа может обрабатывать тексты, содержащие фрагменты, написанные в нескольких различных кодировках и тексты, прошедшие через смешанное перекодирование. Поддерживает возможность добавления схем транслитерации и кодировок, а также позволяет вносить изменения в существующие схемы.
Программа имеет интерфейс для обработки, сохранения и печати текстов.
Иногда достаточно вставить текст в окно программы, чтобы он отобразился правильно, несмотря на сообщение «Преобразований не проводилось» в строке состояния.

## Закрытие проекта
В 2001 году была выпущена последняя версия — 4.01. Спустя некоторое время прекратил своё существование и официальный сайт.

## Поддержка проекта
3 января 2014 года автором была выпущена версия в виде плагина для Notepad++.

## Реклама
При каждом запуске программы версии 4.01 появляется всплывающее окно с рекламой в области уведомлений.
Показы баннера автоматически отключаются после 200 запусков программы.
В версиях программы ниже 4.01 баннер отсутствует.
Также реклама отсутствует в плагине для Notepad++, причём, если запустить файл Stirlitz из папки Stirlitz плагина для Notepad++, то «Штирлиц» запускается как самостоятельная программа без рекламы.